# Коллонтай (село)
Коллонтай (рос. Коллонтай) — село в Малоярославецькому районі Калузької області Російської Федерації.
Населення становить 400 осіб. Входить до складу муніципального утворення Село Коллонтай.

## Історія
Від 2004 року входить до складу муніципального утворення Село Коллонтай.

## Населення
| 2002 | 2010 |
| ---- | ---- |
| 364  | ↗403 |